# Amor (film)
Pour les articles homonymes, voir Amor.
Pour plus de détails, voir Fiche technique et Distribution.
Amor est un film franco-israélien réalisé par Raphaël Rebibo.

## Synopsis
Après avoir erré pendant trois ans en Europe, Daniel, artiste peintre, revient chez lui, un petit village perdu quelque part en Israël. Personne ne sait pourquoi il est revenu et combien de temps il va rester. Pendant ce temps, nous rencontrons la famille Frizer dont la seule fille Lila, une ancienne danseuse de ballet, est maintenant clouée au lit et ne supporte plus sa vie. Le film explore les profondeurs de ce que l'amour exige parfois de nous et comment les souvenirs,  fragiles et éphémères, sont parfois tout ce que nous avons. 

## Fiche technique
- Titre  : Amor
- Réalisation : Raphaël Rebibo
- Scénario : Raphaël Rebibo
- Décor : Giyora Bergel
- Photographie : Rami Agami
- Maquilleuse : France Hyman
- Son : Oleg Kaizerman
- Montage : Ben Tzion Abramyan
- Musique : Yaniv Taichman
- Productrice Associée : Martine Fitoussi
- Production : Raphael Rebibo - Marek Rosenbaum
- Société(s) de production : Magora Productions - Transfax Films
- Pays d'origine :  France -  Israël
- Langue originale : hébreu
- Format : couleur
- Genre : drame
- Durée : 86 minutes

## Distribution
- Liron Levo : Daniel
- Or Ilan : Lila
- Anat Atzmon : Alice
- Dan Turgeman : Rony
- Nataly Attiya : Stella
- Tamar Shem Or : Mira
- Gil Alon (en) : Albert
- Shosha Goren (en) : Rachel
- Naama Amit : L’infirmière
- Gal Friedman: Le médecin
- Gérald Akhimoff : Le réceptionniste
- Moshe Ivgy : L'inspecteur